# Ara à collier jaune
Primolius auricollis
Espèce
Statut de conservation UICN

 LC  : Préoccupation mineure
Statut CITES
L'Ara à collier jaune, Propyrrhura auricollis ou Primolius auricollis, est une espèce de perroquets de la sous-famille des Psittacinae au plumage à dominante verte.

## Description
Il s'agit d'un ara plutôt petit (près de 38 cm) et agile. Son plumage est vert olive très vif, sa face est nue et blanche, un large collier jaune marque sa nuque (d'où son nom), ses ailes sont bleu ciel, sa queue rouge avec l'extrémité bleue, le bec noir et les iris rouges.
L’Ara à Collier Jaune fait partie des plus petits aras du monde, il mesure environ 38 cm et pèse jusqu'à 250 g.
Son plumage est coloré de différents teints allant du vert vif au vert olive et, comme son nom l’indique, un large collier de plumes jaunes recouvrant sa nuque et les plumes de ses ailes bleu ciel.
Sa face est blanche et sans plume, sa queue est rouge et à l'extrémité bleue, son bec est noir, ses pattes sont roses et ses iris sont rouges.
Chez cet ara le front, la partie emplumée des joues et l'avant du capuchon sont brun-noir, virant au vert bleuâtre sur l'arrière du capuchon et les côtés du cou.
L'ensemble des parties supérieures est vert avec des bases bleues sur certaines plumes.
Le dessous des ailes est complètement jaune-olive, excepté les rémiges qui sont jaunâtres sans éclat.
Les parties inférieures affichent une couleur verte.
Les rectrices du dessus de la queue sont brun rougeâtre à la base, vertes dans la partie médiane et bleues à la pointe.
Les rectrices externes sont majoritairement bleues et le dessous de la queue est jaune terne.
Les juvéniles ressemblent à leurs parents mais ont cependant un bec gris avec un culmen blanc, des iris et des pattes gris pâle ainsi qu'un collier tirant sur le roux.

## Habitat naturel
On trouve l'Ara à Collier Jaune dans les forêts humides et tropicales qui recouvrent les collines des Andes, mais également dans les parcelles sèches de feuillus et dans les prairies parsemées d'arbres et sont aussi présents à la lisière des arbres et dans les savanes.
Contrairement à la plupart des espèces de perroquets, ils supportent très bien les profondes modifications qui sont apportées à leur habitat et sont relativement communs dans les bouquets d'arbres résiduels situés au milieu des terres agricoles et à la périphérie des grands centres urbains.
Les aras à collier jaune sont présents principalement dans le centre de l'Amérique du Sud.
Ils occupent le nord et l'est de la Bolivie, le sud-est du Mato Grosso, le nord du Paraguay et le nord-ouest de l'Argentine, ainsi que les provinces de Jujuy et de Salta.
Une autre population isolée vit également au Brésil, à cheval sur les États du Goias, de Mato-Grosso et de Parà.
Ces oiseaux peuvent vivre jusqu'à 600 m d'altitude, mais localement, ils peuvent grimper jusqu'à 1 700 mètres.

## Longévité
L'Ara à Collier Jaune vit jusqu'à 40 ans.

## Comportement
En vol, les aras à collier émettent de puissants cris qui résonnent aux oreilles européennes un peu comme le cri d'une mouette rieuse.
En cas d'alarme, ils délivrent également des notes bruyantes et rudes dont on dit qu'elles ressemblent à celles de la cornure à tête bleue (Aratinga acuticaudata).
Les aras à collier jaune vivent généralement en couples ou en petites bandes, même en dehors de la saison de reproduction mais de plus grands rassemblements peuvent s'opérer lorsque la nourriture est abondante ou lorsqu'il s'agit de rejoindre les dortoirs communs à la tombée de la nuit.
Au sein de ces très grandes troupes, on remarque beaucoup moins les couples que chez les autres espèces d'aras.
Les aras à collier jaune recherchent leur nourriture dans les arbres et dans les buissons, mais il leur arrive occasionnellement de venir à terre.
Ces oiseaux ont un vol agile, rapide et direct.

## Alimentation
L'Ara à Collier Jaune consomme des fruits de Byrsonima et de figuiers, des fleurs d'erythrina, du maïs et différentes sortes de graines provenant des bois locaux.
En captivité, son alimentation est composé principalement d'un mélange de graines pour perroquet et de fruits et légumes comme les pommes, poires, banane, cerises, melons, concombres, carottes, radis, etc.
il est également possible de leur donner des graines germées.

## Reproduction
La saison de nidification se déroule en décembre en Argentine, le nid est situé dans une cavité d'arbre parfois jusqu'à 20 mètres au-dessus du sol.
La femelle pond en moyenne 3 ou 4 œufs qu'elle couvera seule pendant environ 23 jours, les jeunes quitteront le nid 2 mois plus tard cependant, les parents nourriront encore les petits 2 semaines avant le sevrage définitif.
En captivité il leur faudra un nid, l'éleveur devra opter pour une grande barrique et faire un trou d'envol de 20 cm de diamètre ou une boite en bois.
Il faudra mettre une couche assez épaisse de tourbe mélangée avec des copeaux de bois dans le nid.
L'Ara à collier jaune arrive à maturité sexuelle à l'âge de 6/7 ans environ.

## Statut à l'état naturel
L'espèce n'est pas globalement menacée dans son état naturel.
Au début des années 1980, en Bolivie, la capture des oiseaux pour le commerce des volières atteignait le chiffre inquiétant de plus de 3200 oiseaux par an mais heureusement, le trafic a été strictement interdit à partir de 1984.
L'effectif des populations du Paraguay et du nord de l'Argentine était considéré comme plutôt faible, mais au cours des dernières années, la tendance s'est inversée, l'espèce ayant colonisé de nouveaux territoires.